# ベルベラ空港
ベルベラ空港（ベルベラくうこう、ソマリ語: Gegada diyaaradaha Berbera、英: Berbera International Airport）は、ソマリランド・ベルベラにある国際空港。
アフリカで一番大きな滑走路を持ち、かつてNASAがスペースシャトルの緊急着陸場として利用していたことで知られる。
アデン湾に面している海上交通の要衝であり、海の無いエチオピアの輸出港であり、またソマリランドの主要貿易港であるベルベラに存在しており海上ルートとのアクセスがよい。

## 歴史
この滑走路は1970年代半ばにソ連によって米国の軍事的脅威に対抗することを目的としてつくられた。
その後、NASAが年間4,000万ドルで賃借し、1980年からモハメド・シアド・バーレ政権が崩壊する1991年までの間、スペースシャトルの緊急着陸場として利用された。
その後ソマリア内戦に伴い長らく放置されていたものの、2012年、事実上の独立国となったソマリランドの民間航空省は、Tekleberhan Ambaye Construction Plc（TACON）と契約し、ベルベラ空港にターミナルとフェンスを建設し、民間航空の用途で使用することにした。
Afro-Sino Contracting and Investment Companyとの合弁事業であるこの計画の設計には、International Consultants TechnocratsとMarco Construction companyが携わった。
費用は合計8300万ブルで、そのうち300万ブルをTACONが負担した。
2015年3月、ソマリランドのアフメッド・シランヨ大統領は、新しい空港ターミナルとフェンスの落成式を行い、ジブチ、エチオピア、イエメンの関係者が出席した。
3,200平方メートルの土地に建設され、公共の住所と通信設備、荷物の転送とチェックポイント、セキュリティチェック、給水車、200kgの容量スケール、滑走路に向かうアスファルト舗装道路など、民間航空に使用するための各種設備が整えられた。空港のフェンスの長さは12kmに及んだ。

## 就航路線
ジョモ・ケニヤッタ国際空港